# 秦堇父
秦堇父（?—?），春秋魯國孟孫氏的家臣。
與魯國名將狄虒彌、叔梁紇合稱“魯國三虎將”。襄公十年（前563年）春，晉悼公與齊、魯、宋、衛等國組織聯軍，討伐偪陽（今山東省棗莊市南部），借以打通進攻楚國的道路。偪陽都城小而坚固，联军久攻不下。戰事膠著之際，秦堇父押送辎重抵达前线。偪阳的守城人把布條懸掛下來誘敵，秦堇父拉着布條登城，爬到城上齿状矮墙，守城人就將布條割断，秦堇父自半空中跌了下來。守城人又把布條懸掛下來。秦堇父醒來重新上去，如此反覆三次。秦堇父以割断的布作带子，在军中游行三天。有子秦丕茲，是孔子學生。